# Selezioni giovanili della nazionale maschile di pallacanestro della Macedonia del Nord
Le selezioni giovanili della nazionale di pallacanestro della Macedonia del Nord sono gestite dalla Federazione cestistica della Macedonia del Nord e partecipano ai tornei cestistici internazionali per squadre nazionali, limitatamente a specifiche classi d'età.

## Maschili

### Under-20
Rappresenta i migliori giocatori di nazionalità macedone di età non superiore ai 20 anni. Partecipa a tutte le manifestazioni internazionali giovanili di pallacanestro per nazioni gestite dalla FIBA.
Nel corso degli anni questa selezione ha subìto alcuni cambiamenti nel nome, dovuti agli adeguamenti nelle normative della FIBA in fatto di classificazione delle categorie giovanili.
Agli inizi la denominazione originaria era Nazionale Juniores, in quanto la FIBA classificava le fasce di età sotto i 22 anni con la denominazione "juniores". In seguito, denominazione e fasce di età sono state equiparate, divenendo Nazionale Under 22. Dal 2000, la FIBA ha modificato nuovamente il tutto, equiparando sotto la dicitura "under 20" sia denominazione che fasce di età. Da allora la selezione ha preso il nome attuale.
Si è formata nel 1993, anno della sua affiliazione alla FIBA, dopo le guerre che hanno dissolto lo Stato jugoslavo, e nella sua breve storia, poca gloria, condita da discese in Division B e seguenti risalite nella serie maggiore.

#### Partecipazioni
FIBA EuroBasket Under-20
- 2000 - 11°
- 2007 - 15°

 Macedonia under 20 - Campionato europeo maschile di pallacanestro Under-20 20004 Stefanov, 5 Samardziev, 6 Ilievski, 7 Grncarov, 8 Petkov, 9 Chekovski, 10 Madzunkov, 11 Gocevski, 12 Gjurov, 13 Pavlovski, 14 Tasovski, 15 Tachi,        All. Branislav Radanović
 Macedonia under 20 - Campionato europeo maschile di pallacanestro Under-20 20074 V. Stojanovski, 5 Markovski, 6 Simonovski, 7 Kostoski, 8 Karakolev, 9 D. Stojanovski, 10 B. Janeski, 11 Nikolovski, 12 M. Janeski, 13 Krstevski, 14 Stefanovski, 15 Nedelkovski,        All. Marjan Lazovski

### Under-18
Rappresenta i migliori giocatori di nazionalità macedone di età non superiore ai 18 anni. Partecipa a tutte le manifestazioni internazionali giovanili di pallacanestro per nazioni gestite dalla FIBA.
Agli inizi la denominazione originaria era Nazionale Cadetti, in quanto la FIBA classificava le fasce di età sotto i 18 anni con la denominazione "cadetti". Dal 2000, la FIBA ha modificato il tutto, equiparando sotto la dicitura "under 18" sia denominazione che fasce di età. Da allora la selezione ha preso il nome attuale.
Si è formata nel 1993, mentre fino all'anno precedente, gli atleti macedoni hanno militato nella nazionale di categoria jugoslava.

#### Partecipazioni
FIBA EuroBasket Under-18
- 2022 - 14°

### Under-16
Rappresenta i migliori giocatori di nazionalità macedone di età non superiore ai 16 anni. Partecipa a tutte le manifestazioni internazionali giovanili di pallacanestro per nazioni gestite dalla FIBA.
Agli inizi la denominazione originaria era nazionale Allievi, in quanto la FIBA classificava le fasce di età sotto i 18 anni con la denominazione "allievi". Dal 2000, la FIBA ha modificato il tutto, equiparando sotto la dicitura "under 16" sia denominazione che fasce di età. Da allora la selezione ha preso il nome attuale.
Si è formata nel 1993, mentre fino all'anno precedente, gli atleti macedoni hanno militato nella nazionale di categoria jugoslava.

#### Partecipazioni
FIBA EuroBasket Under-16
- 1995 - 4°
- 1997 - 10°
- 1999 - 6°
- 2003 - 7°
- 2019 - 12°

- 2022 - 12°
- 2023 - 16°

## Femminili

### Under-20
Rappresenta le migliori giocatrici di nazionalità macedone di età non superiore ai 20 anni. Partecipa a tutte le manifestazioni internazionali giovanili di pallacanestro per nazioni gestite dalla FIBA.

#### Partecipazioni
Ha sempre partecipato agli Europei di Division B.

### Under-18
Rappresenta le migliori giocatrici di nazionalità macedone di età non superiore ai 18 anni. Partecipa a tutte le manifestazioni internazionali giovanili di pallacanestro per nazioni gestite dalla FIBA.
Agli inizi la denominazione originaria era Nazionale Cadette, in quanto la FIBA classificava le fasce di età sotto i 18 anni con la denominazione "cadette". Dal 2000, la FIBA ha modificato il tutto, equiparando sotto la dicitura "under 18" sia denominazione che fasce di età. Da allora la selezione ha preso il nome attuale.
Si è formata nel 1993, e fino all'anno precedente, le atlete macedoni militavano nella nazionale di categoria jugoslava.

#### Partecipazioni
Division B
- 2006 - 14°
- 2008 - 19°
- 2012 - 15°
- 2016 - 18°
- 2017 - 21°

- 2019 - 21°
- 2022 - 18°
- 2023 - 16°

### Under-16
Rappresenta le migliori giocatrici di nazionalità macedone di età non superiore ai 16 anni. Partecipa a tutte le manifestazioni internazionali giovanili di pallacanestro per nazioni gestite dalla FIBA.
Agli inizi la denominazione originaria era nazionale Allieve, in quanto la FIBA classificava le fasce di età sotto i 18 anni con la denominazione "allieve". Dal 2000, la FIBA ha modificato il tutto, equiparando sotto la dicitura "under 16" sia denominazione che fasce di età. Da allora la selezione ha preso il nome attuale.
Si è formata nel 1993, e fino all'anno precedente, le atlete macedoni militavano nella nazionale di categoria jugoslava.

#### Partecipazioni
Division B
- 2010 - 14°
- 2015 - 17°
- 2016 - 15°
- 2017 - 17°
- 2018 - 22°

- 2019 - 22°
- 2022 - 18°